# Robert Hanssen
Robert Philip Hanssen (ur. 18 kwietnia 1944 w Chicago, zm. 5 czerwca 2023 w hrabstwie Fremont) – amerykański funkcjonariusz Federalnego Biura Śledczego (FBI), który współpracował z radzieckim Głównym Zarządem Wywiadowczym (GRU) w 1979 roku, następnie z radzieckim wywiadem zagranicznym, Pierwszym Zarządem Głównym Komitetu Bezpieczeństwa Państwowego (po 1991 ze Służbą Wywiadu Zagranicznego Federacji Rosyjskiej) od 1985 do lutego 2001 roku. Aresztowany 18 lutego 2001 roku, po szybkim procesie sądowym został skazany na karę dożywotniego pozbawienia wolności.
Jego historia została zekranizowana w dwóch filmach fabularnych: w 2007 roku w Ściśle tajne (inny tytuł Zapaść; oryg. Breach), w którym w rolę Hanssena wcielił się Chris Cooper oraz w 2002 roku w filmie As wywiadu – historia Roberta Hanssena (oryg. Master Spy: The Robert Hanssen Story) gdzie zagrał go William Hurt.

## Życiorys

### Rodzina i wykształcenie
Urodzony w Norwood Park w okolicy Chicago w 1944 roku, syn Vivian i Howarda, wysokiego rangą i wpływowego policjanta. Ojciec Roberta, Howard Hanssen, znęcał się psychicznie i fizycznie nad Robertem, rzekomo dla wyrobienia wytrzymałości dziecka. Howard Hanssen miał bardzo niskie mniemanie o synu. Gdy Robert skończył 16 lat i postanowił zrobić prawo jazdy, jego ojciec przekupił pracownika, który zajmował się jego sprawą, aby syn nie zaliczył egzaminu.
Robert studiował w Knox College w Galesburgu, gdzie na polecenie swego ojca miał zostać dentystą. Podczas studiów poznał swą przyszłą żonę Bonnie Wauck.

### Małżeństwo i praca w policji
Po ukończeniu szkoły Robert rozpoczął w 1966 studia na stomatologii w Northwestern University, gdzie przebywał do 1968 roku. W sierpniu 1968 poślubił Bonnie Wauck i po dwóch miesiącach zrezygnował z dalszej kariery dentystycznej. Następnie przez pewien czas pracował w branży biznesowej.
W 1971 roku postanowił wstąpić do policji, ukończył akademię policyjną i rozpoczął służbę w departamencie chicagowskiej policji. Dzięki wpływom jego ojca prosto z akademii został przydzielony do specjalnego policyjnego oddziału spraw wewnętrznych C5, zajmującego się korupcją polityczną i policyjną, składającego się z tzw. best of the best.

### Początki w FBI
Po kilku latach pracy w specjalnym oddziale chicagowskiej policji, w styczniu 1976 roku, złożył podanie o przyjęcie do FBI i rozpoczął trwający 16 tygodni trening w akademii w Quantico, przygotowujący go do pracy w Federalnym Biurze Śledczym. Po ukończeniu akademii został przydzielony do ekspozytury FBI w Indianapolis, gdzie bardzo szybko piął się po szczeblach FBI jako agent śledczy.

### Kontakt z radzieckim wywiadem wojskowym GRU
W 1978 roku został przeniesiony do ekspozytury FBI w Nowym Jorku. Wówczas Nowy Jork, obok San Francisco i Waszyngtonu, był uważany za skupisko szpiegów. Na Manhattanie w odległości dwóch ulic od siebie mieściła się główna siedziba Organizacji Narodów Zjednoczonych (uważana przez wywiad za główny ośrodek rekrutacji agentów wśród dyplomatów), radziecka misja przy ONZ oraz centrala nowojorskiej ekspozytury FBI. Według Olega Kaługina, byłego agenta I Zarządu Głównego KGB, Rosjanie posiadali ok. 220 aktywnych agentów w całych Stanach Zjednoczonych, spośród których bardzo wielu pracowało w Nowym Jorku, m.in. w radzieckiej misji przy ONZ jako dyplomaci.
Z przeniesieniem do innego stanu wiązały się wydatki, które obciążyły kieszeń Hanssena: musiał sprowadzić żonę, kupić jednorodzinny dom w Scarsdale na przedmieściach Nowego Jorku, co wówczas było dużym wydatkiem. Zadłużony Hanssen postanowił w 1979 roku sprzedać Rosjanom informacje, do których w związku z zajmowanym stanowiskiem funkcjonariusza kontrwywiadu FBI miał nieograniczony dostęp. Wiedząc, że radziecka misja przy ONZ jest obserwowana, nie zważając na środki ostrożności, poszedł do siedziby radzieckiej firmy handlowej Amtorg (firma także była pod obserwacją FBI, lecz Hanssena nie rozpoznano kiedy wchodził i wychodził), mieszczącej się przy numerze 760 na 3. ulicy, która była uważana przez środowisko służb specjalnych operujące w Nowym Jorku za targowisko sekretów. Po wejściu do budynku przekazał kopertę, którą wcześniej przygotował i zażądał 30 tysięcy dolarów w zamian. Pieniądze kazał dostarczyć do skrytki pocztowej, którą wcześniej założył na fałszywe nazwisko.
Spotykając się z zaskoczonymi przedstawicielami radzieckiego wywiadu wojskowego, bez wcześniejszego uprzedzenia, Hanssen nie dał im czasu na poznanie jego prawdziwej tożsamości, wylegitymowania go, zrobienia zdjęcia. Planował prawdopodobnie jedynie jeden kontakt z Rosjanami i nie chciał zostawić po sobie żadnego śladu. Podczas tego spotkania przekazał informacje dotyczące generała Dimitrija Polakowa, oficera wywiadu wojskowego GRU, który od 1961 roku współpracował z wywiadem amerykańskim pod ps. „TOPHAT”. Polakow wówczas przebywał w Indiach jako attaché wojskowy; kontrwywiad radziecki nie miał wystarczających dowodów, aby go aresztować lub nie dał wiary informacjom Hanssena. Mimo to, dla pewności, Polakow został odwołany z powrotem do Związku Radzieckiego. Aresztowany został dopiero w 1985 roku, kiedy wskazał go funkcjonariusz kontrwywiadu CIA Aldrich Ames i ponownie Hanssen.
Po powrocie do domu został przyłapany przez swą żonę, która myślała, że mąż ukrywa list miłosny. Tłumaczył jej, że sprzedał bezwartościowe dokumenty radzieckiemu wywiadowi wojskowemu i w ten sposób wyprowadził go w pole. Bonnie zażądała, aby natychmiast poszedł do miejscowego kościoła i spotkał się z proboszczem, księdzem Robertem P. Bucciarellim. Ks. Bucciarelli po wysłuchaniu go nakazał mu zerwanie kontaktu z Rosjanami i oddanie otrzymanych pieniędzy na cele charytatywne. Nie wiadomo, czy Hanssen tak postąpił.

### Drugi kontakt z KGB
W 1983 roku wraz z rodziną przeniósł się do Waszyngtonu, gdzie został przydzielony do działu analityki spraw radzieckich w centrali FBI. Po dwóch latach był zastępcą dyrektora działu analityki w dziale kontrwywiadu. David Major, były przełożony Hanssena, powiedział, że nie było w FBI takiej osoby, która wiedziała więcej niż Hanssen o działaniach FBI przeciwko KGB i GRU. Znał on wszystkich agentów informatorów prowadzonych wówczas przez Biuro.
Ponownie się zadłużył, kupując luksusowy dom za sumę wielokrotnie przekraczającą jego możliwości. Postanowił ponownie nawiązać kontakt z wywiadem radzieckim.
Będąc doświadczonym pracownikiem FBI, wiedział, do kogo ma się zgłosić, aby natychmiast zostać wysłuchanym. Napisał list do wysokiego oficera KGB w waszyngtońskiej ambasadzie radzieckiej, Wiktora Iwanowicza Czerkaszyna. Kopertę dla bezpieczeństwa wysłał z sąsiedniego miasta do niskiej rangi Rosjanina pracującego w ambasadzie radzieckiej.

### Przekazane informacje
Przekazywał wywiadowi radzieckiemu informacje, wśród których znajdowały się m.in. dane o oficerach KGB i GRU współpracujących z FBI i CIA. W wyniku jego donosu trzech z nich zostało odwołanych do Moskwy pod fałszywym pretekstem, następnie dwóch rozstrzelano, a trzeci dostał 15 lat łagru. Byli nimi po raz drugi generał Dimitrij Polakow, major Sergiej Motorin oraz Walery Martynow (w tym samym czasie wskazał ich także Aldrich Ames, funkcjonariusz CIA, który rozpoczął współpracę z KGB parę miesięcy przed Hanssenem). Razem wskazał 9 osób współpracujących z wywiadem amerykańskim. Prawdopodobnie wiedząc, że ci oficerowie KGB współpracujący z CIA lub FBI stanowią dla niego największe zagrożenie, wskazał ich w pierwszej kolejności.
W następnej kolejności dostarczył KGB ściśle tajny program wywiadowczy COINS-II, w którym był przedstawiony budżet wywiadowczy i przewidziane operacje wywiadowcze przeciwko ZSRR i innym krajom Układu Warszawskiego na nadchodzący rok, informacje o podsłuchach stosowanych przez Agencję Bezpieczeństwa Narodowego wobec dyplomatów radzieckich w Waszyngtonie. Zawiadomił KGB, że pracownicy NSA złamali kody w radzieckich satelitach komunikacyjnych, powiadomił także o specjalnym tunelu budowanym wspólnie przez FBI i NSA pod ambasadą radziecką w Waszyngtonie, który miał być wykorzystany do podsłuchu i podglądu. Do czasu wskazania go przez Hanssena kosztował on amerykańskich podatników 500 milionów dolarów. Przekazał także informacje dotyczące planu ewakuacji prezydenta i parlamentu USA w razie wybuchu wojny nuklearnej.
Wszystkie informacje dotyczące Związku Radzieckiego w centrali FBI w Waszyngtonie przechodziły przez jego biuro, gdzie decydował, które materiały trafią do waszyngtońskiej rezydentury KGB.

### Sposoby kontaktu

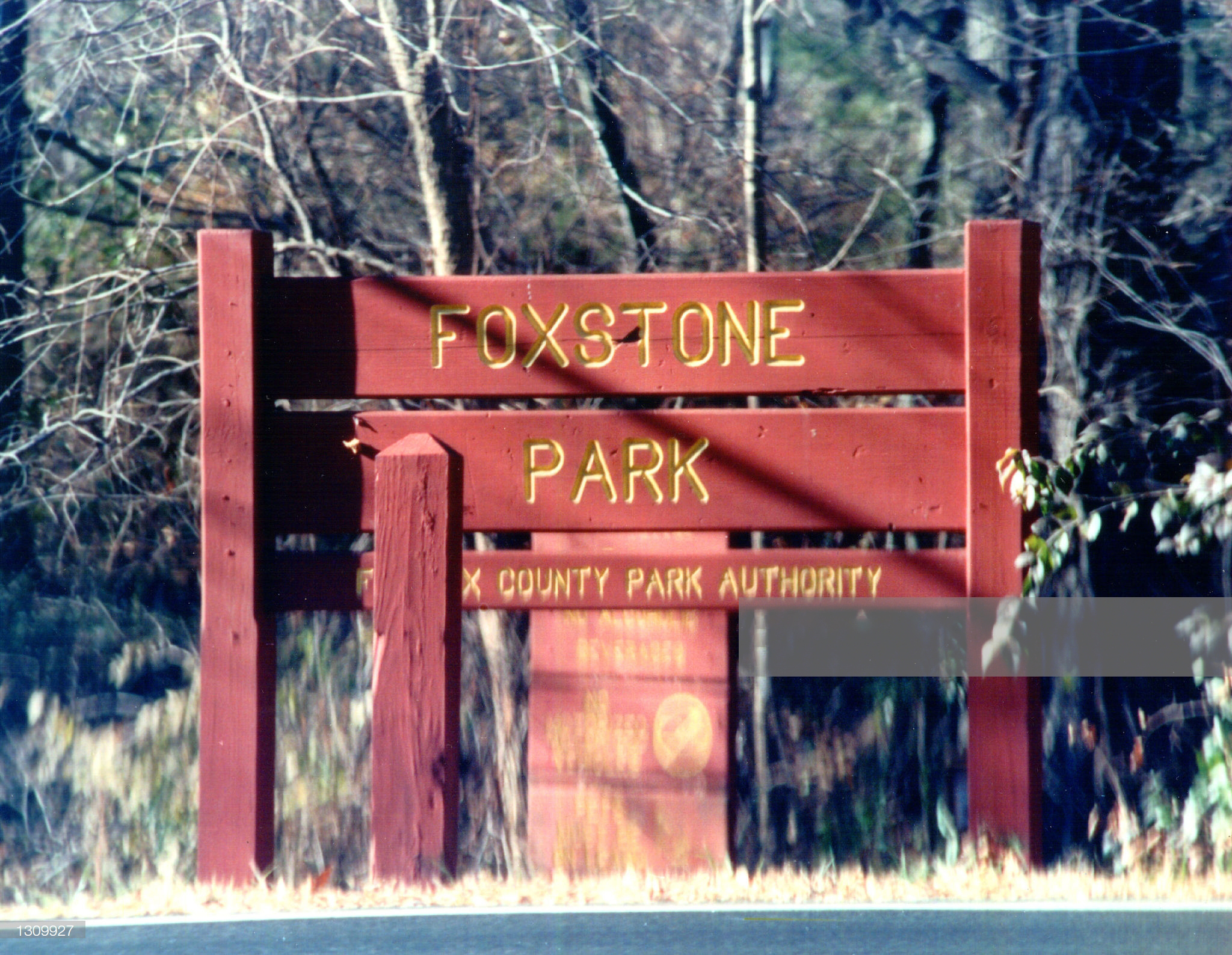
Napis przy wejściu do Foxstone Park, gdzie znajdowała się jedna z głównych skrzynek kontaktowych w pobliżu domu R. Hanssena

Hanssen kontaktował się z przedstawicielami radzieckiego wywiadu za pomocą tzw. martwych skrzynek kontaktowych. Główna skrzynka kontaktowa, którą wykorzystywał, znajdowała się w parku (Foxstone Park), 5 minut od jego domu, mieszczącego się pod numerem 9414 Talisman Dr. w Vienna. Zakupił go po powrocie z Nowego Jorku do Waszyngtonu.

### Materiały kompromitujące

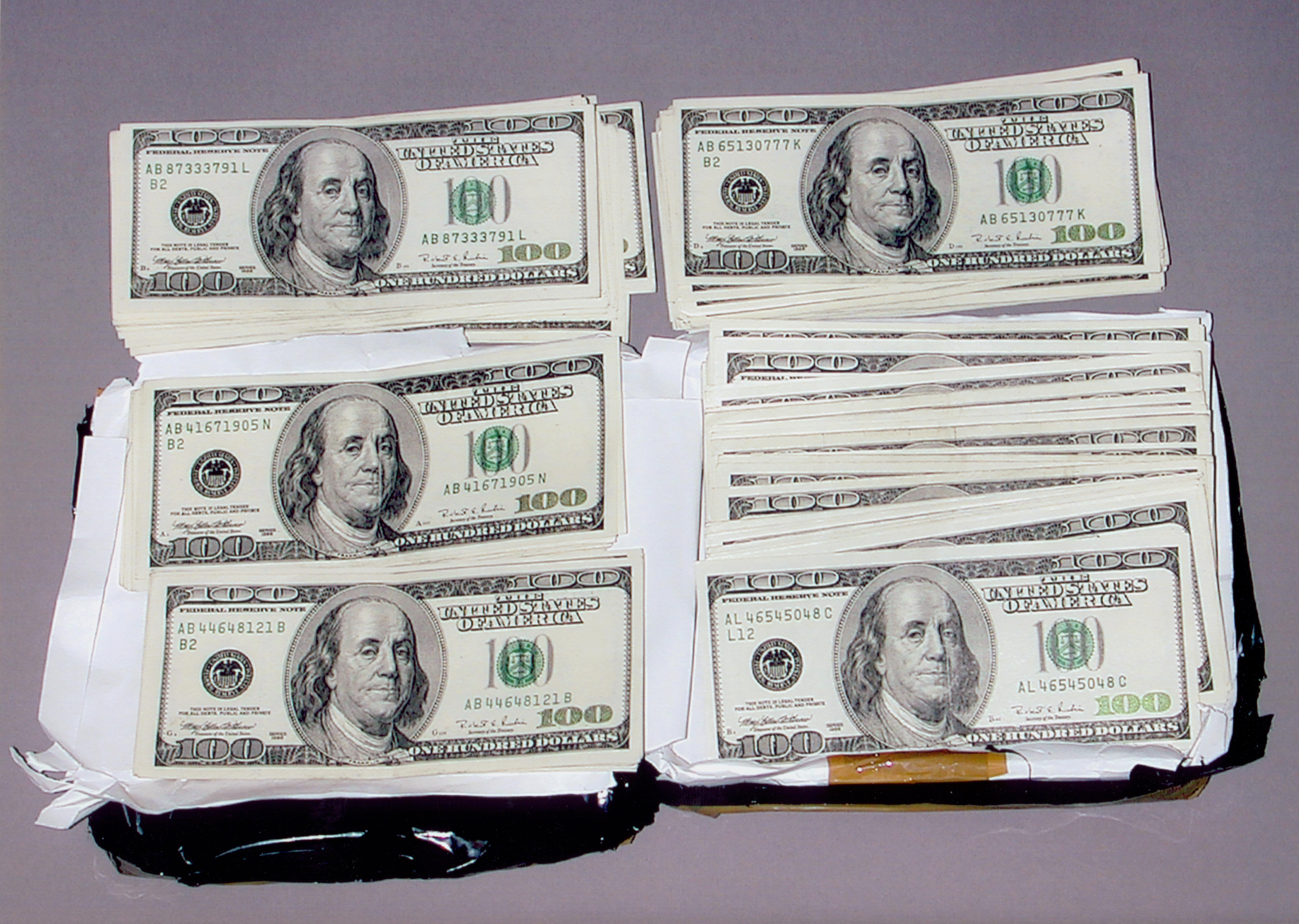
50 tys. dolarów zostawione przez agenta SVR dla R. Hanssena w jednej ze skrzynek kontaktowych

Podczas nawiązania kontaktu z KGB Hanssen zaznaczył, że chce utrzymać swoją tożsamość w tajemnicy i nigdy nie zamierza spotykać się osobiście. Listy do KGB podpisywał pseudonimem „Ramon Garcia”. Bardzo rzadko KGB zezwalało na takie metody. Jego oficer prowadzący, Czerkaszyn (prowadził w tym samym czasie również Aldricha Amesa), z racji zajmowanego stanowiska w hierarchii KGB i wartości Hanssena od razu zgodził się na tę propozycję, bez wcześniejszego porozumienia się z dowództwem w Jesiejeniewie.
Po pewnym czasie od rozpoczęcia współpracy Hanssena z KGB do waszyngtońskiej rezydentury KGB przyszło polecenie z centrali I Zarządu Głównego KGB, aby ustalić tożsamość „Ramona Garcii” i zacząć kompletować materiały kompromitujące go. To polecenie prawdopodobnie wydał naczelnik I Zarządu Głównego KGB, gen. armii Władimir Kriuczkow, późniejszy przewodniczący KGB.

### Raport szwagra i aresztowanie Aldricha Amesa
W 1990 roku szwagier Hanssena, Mark Wauck, także agent FBI, odkrył w domu Hanssenów bardzo duże sumy pieniędzy, zauważył także nowe, drogie wyposażenie meblowe domu. Pod koniec 1990 roku napisał raport do szefa kontrwywiadu ekspozytury FBI w Chicago o swoich podejrzeniach wobec Roberta Hanssena. Z niewyjaśnionych powodów FBI zignorowało go.
24 lutego 1994 roku Federalne Biuro Śledcze, które od kilku miesięcy prowadziło śledztwo pod kryptonimem Anlace, aresztowało funkcjonariusza Centralnej Agencji Wywiadowczej Aldricha Amesa, który, jak się okazało, od 1985 roku współpracował z KGB, a następnie ze Służbą Wywiadu Zagranicznego Federacji Rosyjskiej.

### Śledztwo FBI
FBI od dłuższego czasu podejrzewało, że w ich strukturach lub CIA jest człowiek współpracujący z wywiadem radzieckim. Zakładano, że po aresztowaniu Amesa problem przecieku informacji do Rosjan zniknie; mimo to z terenu i z placówek wywiadu amerykańskiego donoszono, że ściśle tajne informacje nadal przeciekają do Moskwy. Ostatecznym dowodem była sprawa amerykańskiego dyplomaty w Wiedniu, Felixa Blocha, który podejrzany o współpracę z wywiadem radzieckim, został poddany ścisłej inwigilacji. Bloch ostrzeżony przez KGB (które powiadomił Hanssen), że jest pod obserwacją agentów kontrwywiadu FBI, zawiesił swoją działalność szpiegowską.
Federalne Biuro Śledcze, pewne, że oprócz Amesa jest jeszcze ktoś, rozpoczęło dochodzenie, lecz całą uwagę śledztwa skierowano w stronę pracowników Centralnej Agencji Wywiadowczej. Wkrótce znaleziono podejrzanego. Był nim funkcjonariusz kontrwywiadu CIA Brian Kelley, były oficer US Air Force. Po kilku nieudanych akcjach prowokacyjnych 18 sierpnia 1999 roku agenci kontrwywiadu FBI pracujący przy centrali CIA otwarcie oskarżyli Kelleya o szpiegostwo na rzecz Moskwy i skompromitowanie sprawy Felixa Blocha. Po odrzuceniu zarzutów przez Kelleya zabrano mu przepustkę, która dawała mu prawo wstępu do centrali w Langley i pod strażą wyprowadzono z budynku, zwolniono z pracy i poddano ścisłej inwigilacji do czasu zakończenia śledztwa lub aresztowania.

### Aresztowanie

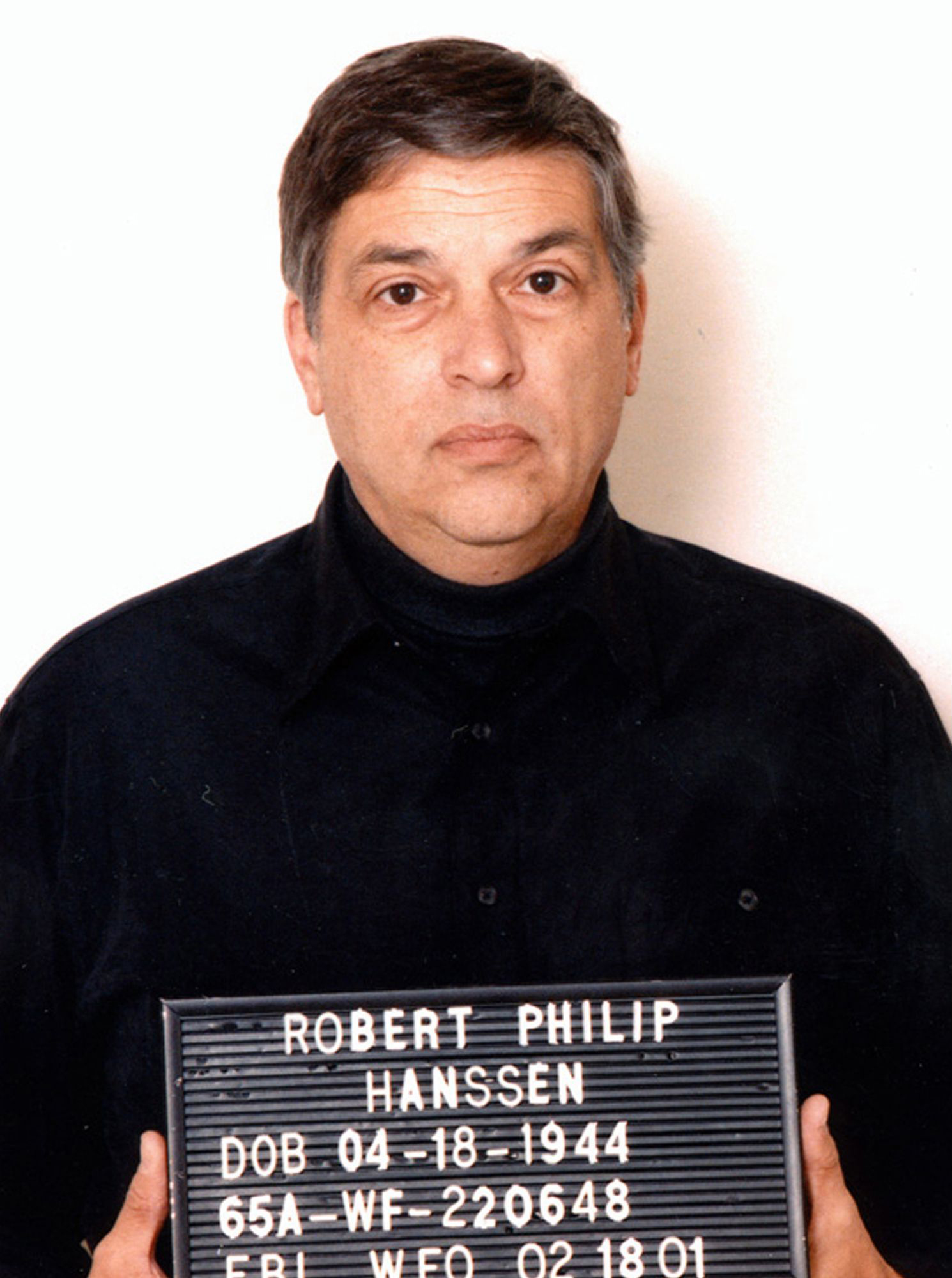
Robert Hanssen w dniu aresztowania

Pod koniec lat 90. Federalne Biuro Śledcze otrzymało zawiadomienie, że pewien wysoki oficer byłego KGB ma do sprzedania informacje na temat dawnej sprawy Felixa Blocha, m.in. tożsamość i dowody przeciwko osobie, która wówczas doniosła KGB, że jest on pod obserwacją. FBI za pozwoleniem dyrektora, którym był wówczas Louis Freeh, wypłaciło Rosjaninowi 6 milionów dolarów. W materiałach kompromitujących były m.in. kaseta z nagraniem telefonu, który Hanssen wykonał do ambasady Związku Radzieckiego w 1985 r., oferując swoje usługi, zdjęcia z ukrytego aparatu przedstawiające Hanssena podczas odbioru pieniędzy zostawionych przez oficera prowadzącego w tzw. martwej skrzynce kontaktowej oraz kawałek plastikowej torebki, w której Hanssen dostarczył tajne materiały dla KGB, z odciskami jego palców. Były to materiały, które KGB kompletowało na polecenie ówczesnego naczelnika Pierwszego Zarządu Głównego KGB gen. armii Władimira Kriuczkowa, zapewne w celu przedstawienia ich Hanssenowi, gdyby w przyszłości odmówił posłuszeństwa.
Po włączeniu taśmy magnetofonowej w piwnicach centrali FBI w Waszyngtonie agenci FBI byli zaskoczeni, że nie usłyszeli głosu Briana Kelleya, lecz jednego z nich, Roberta Hanssena.
W niedzielę 18 lutego 2001 roku Robert Hanssen wyszedł z kościoła, gdzie był na niedzielnej mszy, w której uczestniczył także dyrektor FBI Louis Freeh, i skierował się w stronę Foxtone Park w celu wypełnienia skrzynki kontaktowej. Zostawił czarną torbę foliową pod drewnianym czerwonym mostkiem i skierował się do wyjścia. Wówczas z wszystkich stron został otoczony przez uzbrojonych funkcjonariuszy kontrwywiadu Federalnego Biura Śledczego.

### Wyrok
6 sierpnia 2002 roku zapadł wyrok. Robert Hanssen został uznany winnym szpiegostwa na rzecz Związku Radzieckiego i Federacji Rosyjskiej. W zamian za wyjaśnienie, co zdradził, oskarżyciel nie zażądał kary śmierci. Hanssen został skazany na dożywotnie więzienie.
Przez następne dwa lata Robert Hanssen opowiadał funkcjonariuszom FBI, co przekazał KGB i SWR. Znajdował się w ściśle strzeżonym federalnym więzieniu we Florence w stanie Kolorado, gdzie spędzał 23 godziny na dobę w izolatce.
Brian Kelley po aresztowaniu Hanssena został oczyszczony z zarzutów i po otrzymaniu listu z przeprosinami od George’a Teneta, ówczesnego Dyrektora Centrali Wywiadu (tym samym szefa CIA), powrócił do pracy w Agencji.